# Jeffrey S. Medkeff
Jeffrey S. Medkeff, né en 1968 à Akron dans l'Ohio aux États-Unis et décédé à Houston le 3 août 2008, est un astronome américain.
Le Centre des planètes mineures lui crédite la découverte de dix astéroïdes, découvertes effectuées entre 1999 et 2000, dont certains avec la collaboration de David B. Healy.
L'astéroïde (41450) Medkeff porte son nom.
| (15512) Snyder       | 18 octobre 1999  |
| (37163) Huachucaclub | 19 novembre 2000 |
| (38203) Sanner       | 19 juin 1999     |
| (86279) Brucegary    | 17 octobre 1999  |
| (106537) McCarthy    | 23 novembre 2000 |
| (106545) Colanduno   | 28 novembre 2000 |
| (158092) Frasercain  | 28 novembre 2000 |
| (165347) Philplait   | 23 novembre 2000 |